# Province conquistate e cedute
La province cedute e conquistate costituivano la regione più a nord governata dalla Compagnia britannica delle Indie orientali dal 1805 al 1834; corrispondeva approssimativamente all'attuale regione indiana dell'Uttar Pradesh ad eccezione della divisione di Lucknow e della divisione di Faizabad e quella di Awadh; inoltre essa includeva il territorio di Delhi e, dopo il 1816, la divisione di Kumaon e gran parte della divisione di Garhwal nell'attuale stato di Uttarakhand. Nel 1836, la regione divenne nota col nome di Province nord-occidentali (sotto il governo di un luogotenente governatore), e nel 1904, venne rinominata in Provincia di Agra venendo poi unita a formare le Province unite di Agra ed Oudh.

## Le province cedute
All'inizio del XIX secolo, solo la divisione di Banares ed il forte di Allahabad nell'attuale Uttar Pradesh si trovavano sotto il controllo inglese. Nel 1801, il nawab di Awadh, Saadat Ali, cedette parte del proprio territorio agli inglesi in cambio di protezione dalla minaccia di possibili attacchi, in particolare da quelli provenienti da nordovest ad opera di Zaman Shah Durrani, nipote di Ahmad Shah Durrani. Il territorio includeva la divisione di Gorakhpur e la divisione di Rohilkhand; i distretti di Allahabad, Fatehpur, Cawnpore, Etawah, Mainpuri, Etah; la parte meridionale del distretto di Mirzapur e ed il terai pargana della Kumaun, al punto da divenire note col nome di Province Cedute. L'anno successivo il nawab di Farrukhabad cedette il distretto di Farrukhabad agli inglesi.

## Le province conquistate
Con lo scoppio della seconda guerra anglo-maratha, il generale Lake, prese la divisione di Meerut (inclusa Aligarh, dopo la battaglia di Ally Ghur), e ben presto, il resto della divisione di Agra (compresa la città di Agra), e i distretti attorno a Delhi. Inoltre, gran parte dei distretti trans-Jamuna di Banda e Hamirpur vennero aggiunto, oltre all'area del distretto di Jalaun.
Nel 1816, sulla base del Trattato di Sugauli siglato a conclusione della guerra anglo-nepalese (1814–1816), la divisione di Kumaon ed il distretto di Dehradun dell'attuale stato di Uttarakhand venne annesso.

## Amministrazione
Le Province cedute e conquistate erano parte della presidenza del Bengala dell'India britannica sotto l'amministrazione della compagnia britannica delle Indie orientali. La grande distanza dei territori da poco conquistati dalla capitale della presidenza a Calcutta creò dei problemi amministrativi. Vennero tentate alcune soluzioni alternative, ma al 1831, infine, venne creata una amministrazione separata per queste province. Nel 1833, una legge del parlamento inglese (statuto 3 e 4, William IV, cap. 85) concorsero a promuovere la divisione della presidenza del Bengala, e l'elevazione delle Province cedute e conquistate a Presidenza di Agra, e la nomina di un governatore per quest'ultima area. Ad ogni modo, quando preventivato non venne mai eseguito e nel 1835 un'altra legge del parlamento inglese rinominò la regione in Province nord-occidentali, governate da un luogotenente governatore, il cui primo fu Sir Charles Metcalfe, nominato nel 1836.